# テオ・エルナンデス
テオ・フランソワ・ベルナール・エルナンデス・ピー（Théo François Bernard Hernández Pi, 1997年10月6日 - ）は、フランス・ブーシュ＝デュ＝ローヌ県マルセイユ出身のサッカー選手。サウジ・プロ・リーグ・アル・ヒラル所属。フランス代表。ポジションはディフェンダー。

## 経歴

### アトレティコ・マドリード
2008年、10歳の時にアトレティコ・マドリードのユースチームに入団。

### アラベス
2016年夏にアトレティコとトップチーム契約を結んだあと、期限付きでデポルティーボ・アラベスへ移籍した。

### レアル・マドリード
2017年7月5日、アラベスでの活躍が認められてアトレティコ・マドリードに復帰したが、同じ首都のライバルであるレアル・マドリードへ移籍。契約期間は6年間で移籍金は最大で2800万ユーロ（当時のレートで約37億円）。両クラブは熾烈なライバル関係にあり、互いの選手を獲得しない紳士協定が存在していたにも関わらず、禁断の移籍と話題になり、アトレティコ側は不快感を表明した。しかし移籍1年目はマルセロの牙城を崩せず、リーグ戦わずか13試合の出場に留まった。
2018年8月10日、出場機会を得るためにレアル・ソシエダへのレンタル移籍が発表された。契約期間は1年間。シーズン終了後にレアル・マドリードに復帰したが、期待されたような活躍は見せられず、クラブがフェルランド・メンディを獲得したことからも構想外となり、移籍が報じられた。

### ACミラン
2019年7月6日、レアル・マドリードは、ACミラン移籍が合意したことを発表した。契約期間は5年間で移籍金は2000万ユーロ（当時のレートで約24億円）と報じられている。20節ウディネーゼ戦でシーズン5点目となるゴールを決めて、これまでカハ・カラーゼが記録したミランのサイドバックとしての最多ゴール記録を更新した。
2022年2月11日、ACミランは108試合出場、19ゴール18アシストを記録したテオと2026年6月30日まで契約更新したことを発表した。2022年5月16日、セリエA第37節ホームのアタランタ戦において、70m以上をドリブルで独走するゴールを決めて11年ぶりのスクデットに向けたチームの勝利に貢献した。
2025年1月15日、セリエA第19節コモ戦において後半71分、相手GKの上をループするスライスシュートでゴールを決める。この得点はACミランにおけるセリエAでの30得点目となり、ロッソネリでの最多得点DFとなった。それまでの記録はパオロ・マルディーニの持つ29得点。

### アル・ヒラル
2025年7月10日、サウジアラビアのアル・ヒラルに完全移籍し3年契約を締結した。

## 代表経歴
ユース世代はフランス代表として各年代でプレーしたが、兄のリュカ・エルナンデスとはポジションが一緒（左サイドバック）になることから、フル代表はスペイン代表を目指すのではないかと言われていたが、21年にフル代表デビューを果たし、2021年度のUEFAネーションズリーグ準決勝、ベルギー戦で代表初得点を決めた
2022年11月22日、ワールドカップカタール大会のグループリーグ初戦のオーストラリア戦では、前半9分に負傷したリュカに代わり出場、クロスからアドリアン・ラビオの同点ゴールをアシストした。グループリーグ第2戦のデンマーク戦でもオーバーラップからエンバペのゴールをアシストした。準決勝のモロッコ戦では決勝ゴールを奪って決勝進出に貢献した。

## 私生活
- サッカー選手一家で父親はアトレティコ・マドリードに在籍したこともあるプロサッカー選手であったジャン＝フランソワ・エルナンデス[20]。兄のリュカ・エルナンデスもパリ・サンジェルマンに所属するプロサッカー選手である[21]。
- アメリカン・ピット・ブル・テリアを飼育しているが、2022年には隣人の飼い犬を噛み殺し、その飼い主にも噛みつく事件を起こしている[22]。

## 個人成績
2025年5月25日現在
| クラブ                    | シーズン | リーグ       | リーグ | リーグ | カップ | カップ | 国際大会 | 国際大会 | その他 | その他 | 通算 | 通算 |
| クラブ                    | シーズン | ディビジョン | 出場   | 得点   | 出場   | 得点   | 出場     | 得点     | 出場   | 得点   | 出場 | 得点 |
| ------------------------- | -------- | ------------ | ------ | ------ | ------ | ------ | -------- | -------- | ------ | ------ | ---- | ---- |
| アトレティコ・マドリードB | 2015-16  | テルセーラ   | 9      | 0      | —      | —      | —        | —        | 1      | 0      | 10   | 0    |
| アラベス (loan)           | 2016-17  | プリメーラ   | 32     | 1      | 6      | 1      | —        | —        | —      | —      | 38   | 2    |
| レアル・マドリード        | 2017-18  | プリメーラ   | 13     | 0      | 6      | 0      | 3        | 0        | 1      | 0      | 23   | 0    |
| レアル・ソシエダ (loan)   | 2018-19  | プリメーラ   | 24     | 1      | 4      | 0      | —        | —        | —      | —      | 28   | 1    |
| ミラン                    | 2019-20  | セリエA      | 33     | 6      | 3      | 1      | —        | —        | —      | —      | 36   | 7    |
| ミラン                    | 2020-21  | セリエA      | 33     | 7      | 2      | 0      | 10       | 1        | —      | —      | 45   | 8    |
| ミラン                    | 2021-22  | セリエA      | 32     | 5      | 4      | 0      | 5        | 0        | —      | —      | 41   | 5    |
| ミラン                    | 2022-23  | セリエA      | 32     | 4      | 2      | 0      | 11       | 0        | —      | —      | 45   | 4    |
| ミラン                    | 2023-24  | セリエA      | 32     | 5      | 2      | 0      | 12       | 0        | —      | —      | 46   | 5    |
| ミラン                    | 2024-25  | セリエA      | 33     | 4      | 6      | 1      | 10       | 0        | —      | —      | 49   | 5    |
| ミラン                    | 通算     | 通算         | 195    | 31     | 19     | 2      | 48       | 1        | 0      | 0      | 262  | 29   |
| 総通算                    | 総通算   | 総通算       | 273    | 33     | 35     | 3      | 51       | 1        | 2      | 0      | 361  | 37   |

## 代表歴

### 出場大会
- フランス代表
  - 2021年 - UEFAネーションズリーグ2020-21
  - 2022 FIFAワールドカップ

### 試合数
- 国際Aマッチ 36試合 2得点（2021年 - ）[23]

| フランス代表 | 国際Aマッチ | 国際Aマッチ |
| 年           | 出場        | 得点        |
| ------------ | ----------- | ----------- |
| 2021         | 4           | 1           |
| 2022         | 9           | 1           |
| 2023         | 10          | 0           |
| 2024         | 13          | 0           |
| 2025         | 1           | 0           |
| 通算         | 36          | 2           |

### 得点
| #  | 開催年月日     | 開催地                   | 対戦国   | スコア | 結果 | 試合概要                      |
| -- | -------------- | ------------------------ | -------- | ------ | ---- | ----------------------------- |
| 1. | 2021年10月7日  | ユヴェントス・スタジアム | ベルギー | 3-2    | 3-2  | UEFAネーションズリーグ2020-21 |
| 2. | 2022年12月14日 | アル・バイト・スタジアム | モロッコ | 1-0    | 2-0  | 2022 FIFAワールドカップ       |

## タイトル

### クラブ
レアル・マドリード
- スーペルコパ・デ・エスパーニャ: 2017
- UEFAチャンピオンズリーグ: 2017-18
- UEFAスーパーカップ: 2017
- FIFAクラブワールドカップ: 2017

ミラン
- セリエA: 2021-22

### 代表
フランス
- UEFAネーションズリーグ: 2020-21

### 個人
- セリエA年間ベストイレブン: 2020-21